# Joan Kirner

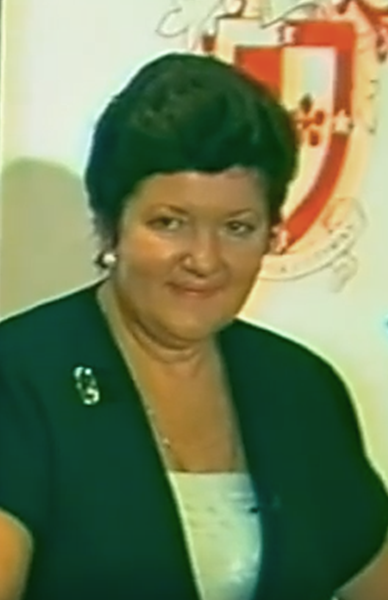
Joan Kirner

Joan Elizabeth Kirner AC (geborene Joan Elizabeth Hood; * 20. Juni 1938 in Essendon, Melbourne, Victoria; † 1. Juni 2015 in Melbourne, Victoria) war eine australische Politikerin der Australian Labor Party (ALP), die zwischen 1990 und 1992 als erste und bislang einzige Frau das Amt des Premierministers von Victoria bekleidete.

## Leben

### Studium, Lehrerin und Elternvertreterin
Joan Elizabeth Hood, Tochter des Schlossers und Drehers John Keith Hood und der Musiklehrerin Beryl Edith Cole, begann nach dem Besuch der Aberfeldie State School, des Penleigh Presbyterian Ladies’ College sowie der University High School ein Lehramtsstudium an der Universität Melbourne, das sie 1958 mit einem Bachelor of Arts (B.A. Ed.) abschloss. Im Anschluss war sie 18 Monate lang als Lehrerin an einer Technikschule tätig.
Aus ihrer am 14. Januar 1960 geschlossenen Ehe mit dem Lehrer Ronald George Kirner gingen zwei Söhne und eine Tochter hervor, so dass sie ihre Lehrertätigkeit aufgab und sich der Betreuung und Erziehung ihrer Kinder widmete. Daneben engagierte sie sich in der Elternarbeit und Elternvertretung und war zunächst zwischen 1963 und 1966 Präsident des Croydon North Kindergarten und später zwischen 1969 und 1972 Präsident des Elternvertretung der Croydon North State School sowie zugleich von 1971 bis 1977 Präsident der Elternvertretung der Schulen im Bundesstaat Victoria, deren Geschäftsführerin sie anschließend von 1978 bis 1982 war.
Daneben engagierte sich Joan Kirner zwischen 1973 und 1978 als Mitglied der Australischen Schulkommission sowie zwischen 1979 und 1980 als Präsident des Beirates der Croydon High School. Für ihr Engagement wurde sie 1980 Mitglied des Order of Australia (AM).

### Abgeordnete und Ministerin in der Regierung von Victoria
Ihre politische Laufbahn begann Joan Kirner, die 1978 Mitglied der Australian Labor Party (ALP) wurde, als Mitglied von Wahlkampfkommissionen und war von 1980 bis 1990 Vorsitzender des ALP-Ausschusses für Bildungspolitik.
Am 3. April 1982 wurde sie Mitglied des Legislative Council, des Oberhauses des Parlaments von Victoria, und vertrat in diesem bis zum 30. September 1988 die Interessen von Melbourne West. Zu Beginn ihrer Parlamentszugehörigkeit war sie zwischen 1982 und 1985 Mitglied des Ausschusses für soziale Entwicklung sowie 1983 zugleich Mitglied des Ausschusses für den Justizvollzugsdienst. 1985 übernahm sie ihr erstes Ministeramt und fungierte bis 1988 in der Regierung von Premierminister John Cain, Jr. als Ministerin für Naturschutz, Forsten und Ländereien (Minister for Conservation, Forests and Lands).
Bei den Wahlen vom 1. Oktober 1988 wurde sie dann im Wahlkreis Williamstown zum Mitglied der Legislative Assembly gewählt, dem Unterhaus des Parlaments von Victoria, und gehörte diesem bis zu ihrem Rücktritt am 27. Mai 1994 an. Im Rahmen einer Regierungsumbildung ernannte Premierminister Cain sie 1988 zur Bildungsministerin (Minister for Education). In diesem Amt blieb sie bis 1990 und übernahm zugleich am 7. Februar 1989 von Robert Fordham das Amt der stellvertretenden Premierministerin.

### Premierministerin von Victoria 1990 bis 1992
Nach dem Rücktritt von Premierminister Cain wurde Joan Kirner am 10. August 1990 dessen Nachfolgerin als Premierministerin von Victoria und übernahm damit als erste Frau diese Funktion in diesem Bundesstaat. Sie war damit zugleich Vorsitzende (Leader) der Labor Party von Victoria und übernahm in ihrem Kabinett zwischen 1990 und 1992 auch die Funktionen als Frauenministerin (Minister for Women’s Affairs) sowie von 1990 bis 1991 zusätzlich als Ministerin für ethnische Angelegenheiten (Minister for Ethnic Affairs).
Auf ihren Vorschlag wurde der bisherige Richter am Obersten Gerichtshof von Victoria Richard McGarvie am 23. April 1992 zum Gouverneur von Victoria ernannt und bekleidete dieses Amt fünf Jahre lang bis zum 23. April 1997 als Vertreter der britischen Königin Elisabeth II. im Bundesstaat.
Bei den Wahlen vom 3. Oktober 1992 erlitt die ALP eine schwere Niederlage, während die bisher oppositionelle Liberal Party of Australia (LPA) als Wahlsieger hervorging. Die Liberal Party erzielte 1.153.770 Stimmen (44,16) und gewann 3,59 Prozentpunkte sowie 19 Sitze hinzu, sodass sie über 52 Sitze in der 88-köpfigen Legislative Assembly verfügte. Die Labor Party verlor hingegen 19 Sitze sowie 8,14 Prozentpunkte und kam aufgrund des Wahlrechts mit 1.003.495 Wählerstimmen (38,41 Prozent) nur noch auf 27 Sitze. Drittstärkste Kraft blieb die National Party of Australia, die mit 204.525 Stimmen (7,83 Prozent) ihre neun Sitze verteidigen konnte.
Der Wahl ging eine Kontroverse um einen Kredit der australischen Bundesregierung an die Regierung von Victoria voraus. Im November 1992 ordnete der Australische Senat auf Nachfrage der Opposition eine Untersuchung gegen die Kreditpraxis der Regierung an. Dabei wurde vorgeworfen, dass der australische Finanzminister John Dawkins angeblich eine Erhöhung der Kreditaufnahme von 1,3 Milliarden Australische Dollar der bisherigen ALP-Regierung von Premierministerin Joan Kirner im Bundesstaat Victoria geheim gehalten hätte, um den Sieg der Partei bei den Wahlen im Oktober 1992 nicht zu gefährden. Obwohl die Labour Party eine landesweite Wahlniederlage erlitt und Jeff Kennett von der Liberal Party neuer Premierminister Victorias wurde, eskalierte die Kontroverse und trug zu einer Schwächung des Australischen Dollars bei.

### Oppositionsführerin und späteres Engagement
Nach der Wahlniederlage übernahm Joan Kirner im Oktober 1992 die Funktion als Oppositionsführerin in der Legislative Assembly und bekleidete in ihrem Schattenkabinett bis März 1993 auch die Funktionen als Schattenministerin für Frauen- und ethnische Angelegenheiten. Im März 1993 legte sie die Funktionen als Vorsitzende der ALP von Victoria nieder und gab damit auch die Funktion als Oppositionsführerin auf. Nachfolger in diesen Funktionen wurde Jim Kennan, der in ihrer Regierung das Amt des Justizministers (Attorney General) bekleidet hatte.
Sie selbst fungierte von 1993 bis 1994 noch als Vize-Präsidentin und anschließend bis 1995 als Präsidentin der Australian Labor Party im Bundesstaat Victoria.
Nach ihrem Ausscheiden aus der Regierung engagierte sich Joan Kirner in verschiedenen Organisationen und war unter anderem zwischen 1994 und 1997 Vorsitzende der Berufsaufsichtsbehörde (Employment Services Regulatory Authority) und war ferner seit 1996 auch Vorsitzende des Australischen Zentrums für Gleichheit in der Bildung (Australian Centre for Equity in Education). Am 11. Juni 2002 wurde sie für ihre langjährigen Verdienste auch Companion des Order of Australia (AC).
Joan Kirner verstarb nach mehrjähriger Erkrankung an den Folgen von Osteoporose und Speiseröhrenkrebs.